# Amstel Gold Race 2019
Pour l'édition féminine de l'Amstel Gold Race, voir Amstel Gold Race féminine 2019.
L'Amstel Gold Race 2019 est la 54e édition de cette course cycliste masculine sur route. Elle a lieu le 21 avril 2019 et fait partie du calendrier UCI World Tour 2019 en catégorie 1.UWT.

## Présentation
Organisée par la Fondation Amstel Gold Race (Stichting Amstel Gold Race), l'Amstel Gold Race connaît en 2019 sa 54e édition. C'est la seizième épreuve de l'UCI World Tour 2019 et la première des trois classiques ardennaises de la saison.

### Parcours
L'épreuve débute par une partie en ligne, avant trois boucles. La partie en ligne est longue de 57,4 km, entre Maastricht et Berg en Terblijt. Six ascensions jalonnent ce tronçon, dont le célèbre Cauberg, dont le sommet est à 2,4 km du premier passage sur la ligne d'arrivée. La première boucle est longue de 123,3 km et comprend 18 côtes répertoriées, dont le Cauberg. Le seconde boucle est longue de 68,9 km. Neuf côtes sont présentes sur cette section : dans un premier temps, le Geulhemmerberg, le Bemelerberg, le Loorberg et le Gulperberg. Les coureurs enchaînent en dix kilomètres le Kruisberg, l'Eyserbosweg, le Fromberg et le terrible Keutenberg. Un dernier passage sur le Cauberg est ensuite au programme. La boucle finale, longue de 16,1 km, passe à nouveau par le Geulhemmerberg et le Bemelerberg.

### Équipes
| WorldTeams (18)- Dimension Data - Mitchelton-Scott - Bahrain-Merida - AG2R La Mondiale - Astana - Bora-hansgrohe - CCC Team - Deceuninck-Quick Step - EF Education First - Groupama-FDJ - Lotto Soudal - Movistar Team - Team Jumbo-Visma - Katusha-Alpecin - Sky - Team Sunweb - Trek-Segafredo - UAE Team Emirates Équipes continentales professionnelles (7)- Corendon-Circus - Roompot-Charles - Bardiani CSF - Israel Cycling Academy - Sport Vlaanderen-Baloise - Vital Concept-B&B Hotels - Wanty-Groupe Gobert |
| |

### Favoris
Mathieu van der Poel, récent vainqueur de la Flèche brabançonne, fait figure de grandissime favori. Julian Alaphilippe, Wout van Aert, Alejandro Valverde et Michal Kwiatkowski sont aussi vus comme des vainqueurs potentiels,. 

## Récit de la course
Les premières tentatives d'échappée sont infructueuses. Huit coureurs attaquent dans le Lange Raarberg : Michael Schär (CCC Team), Nick van der Lijke (Roompot-Charles), Paolo Simion (Bardiani-CSF), Julien Bernard (Trek-Segafredo), Thomas Sprengers, Aaron Verwilst (Sport Vlaanderen-Baloise), Grega Bole (Bahrain-Merida) et Marcel Meisen (Corendon-Circus). Le groupe de tête est rejoint au km 33 par Tom Van Asbroeck (Israel Cycling Academy), tandis que Marco Minnaard et Jérôme Baugnies (Wanty-Groupe Gobert) sont partis en chasse patate. Le duo parvient à recoller juste après le premier passage sur la ligne d'arrivée. Le peloton est alors pointé à 7 minutes 35 des hommes de tête.
La poursuite va être assumée par l'équipe Astana. Paolo Simion est distancé, victime de crampes, à 90 km de l'arrivée, alors que l'écart avec le peloton est tombé à 5 minutes 20. La formation Deceuninck-Quick Step participe un temps à la poursuite à partir du deuxième passage sur le Cauberg. Le peloton passe sur la ligne d'arrivée 4 minutes 06 secondes après les échappés. Le groupe de tête n'a plus que 3 minutes 15 d'avance à 70 km de l'arrivée. Le retard du peloton passe sous les deux minutes à 55 km du but. Alors que l'échappée n'a plus qu'une minute 2 secondes d'avance, Bernard file seul à 44,5 km de l'arrivée. Il est repris dans le Gulperberg.
Le champion des Pays-Bas Mathieu van der Poel (Corendon-Circus) attaque dans l'ascension, suivi par le champion d'Espagne Gorka Izagirre (Astana), qui ne va pas beaucoup le relayer. À 41 km de la ligne, les hommes de tête possèdent 39 secondes d'avance sur le duo de chasse et 1 minute 04 sur le peloton. Van der Poel et Izagirre sont revus au pied du Kruisberg. Dries Devenyns (Deuceuninck-Quick Step) secoue le peloton dans la côte, avec dans sa roue son leader Julian Alaphilippe, ainsi que le champion d'Europe Matteo Trentin (Mitchelton-Scott) et Jakob Fuglsang (Astana). Le quatuor va très vite déposer Schär, Bernard, Van der Lijke, Sprengers, Verwilst, Minnard et Baugnies. Les quatre contre-attaquants reprennent Bole, Meisen et Van Asbroeck à 36,7 km de l'arrivée. Alaphilippe part en solitaire dans l'Eyserbosweg, Fuglsang revient petit à petit, il recolle 500 mètres plus loin. Le champion de Pologne Michał Kwiatkowski (Team Sky) et Michael Woods (EF Education First) sortent du peloton dans la côte et rejoignent Trentin. L'écart entre les hommes de tête et le trio de chasse se stabilise autour des 8 secondes, puis augmente dans le Fromberg. A 31 km de l'arrivée, le duo de tête possède 16 secondes d'avance sur le trio et 42 sur le peloton. Woods est lâché dans le Keutenberg.
L'écart entre les deux duos oscille autour des 20 secondes, tandis que les attaques se succèdent dans le peloton, qui ne parvient pas à réduire son retard sur les hommes de tête. L'écart va même frôler la minute. Michal Kwiatkowski et le champion d'Europe abordent le Cauberg avec 8 secondes de retard, mais perdent de nouveau du terrain dans la montée. Maximilian Schachmann (Bora-Hansgrohe), puis Bauke Mollema (Trek-Segafredo) et Simon Clarke (EF Education First), s'extirpent du peloton juste avant l'avant-dernier passage sur la ligne d'arrivée. Le champion de Pologne part seul dans le Geulhemmerberg, mais Matteo Trentin recolle à 10 kilomètres de l'arrivée. Entre-temps, Romain Bardet (AG2R La Mondiale), puis Valentin Madouas (Groupama-FDJ) sortent du peloton. Fuglsang place une double accélération dans le Bemelerberg, mais ne parvient pas à lâcher son rival. Derrière, Madouas est rejoint par Van der Poel et Bjorg Lambrecht (Lotto-Soudal), le trio reprend ensuite Bardet. Alessandro De Marchi (CCC Team) recolle sur le quatuor peu après la côte. L'écart entre les deux premiers duos est de 45 secondes à 5 km de la ligne. Fuglsang attaque de nouveau à 400 mètres plus loin, en vain.
Les deux coureurs commencent à se regarder dans les 4 derniers kilomètres. Mollema et Clarke sont repris à moins de 3 km de l'arrivée par le groupe Van der Poel. A 1,7 km de la ligne, le duo de tête a 26 secondes d'avance sur Kwiatkowski – qui file en solitaire -, Trentin et Schachmann, 38 sur le groupe de chasse. Le champion des Pays-Bas ramène le groupe sur Trentin et Schachmann dans les hectomètres suivants. Kwiatkowski revient sur la tête de course à 700 m de l'arrivée, les poursuivants ne sont plus qu'à quelques secondes. Mathieu Van der Poel lance le sprint de loin et va s'imposer devant Simon Clarke, Jakob Fulglsang et Julian Alaphilippe.

## Classements

### Classement de la course
| \| Classement général \| Classement général \| Classement général \| Classement général \| Classement général \| \| Coureur \| Coureur \| Pays \| Équipe \| Temps \| \| ------------------ \| --------------------- \| ------------------ \| --------------------- \| ------------------ \| \| 1er \| Mathieu van der Poel \| Pays-Bas \| Corendon-Circus \| 6 h 28 min 18 s \| \| 2e \| Simon Clarke \| Australie \| EF Education First \| + 0 s \| \| 3e \| Jakob Fuglsang \| Danemark \| Astana \| + 0 s \| \| 4e \| Julian Alaphilippe \| France \| Deceuninck-Quick Step \| + 0 s \| \| 5e \| Maximilian Schachmann \| Allemagne \| Bora-Hansgrohe \| + 0 s \| \| 6e \| Bjorg Lambrecht \| Belgique \| Lotto-Soudal \| + 0 s \| \| 7e \| Alessandro De Marchi \| Italie \| CCC Team \| + 0 s \| \| 8e \| Valentin Madouas \| France \| Groupama-FDJ \| + 0 s \| \| 9e \| Romain Bardet \| France \| AG2R La Mondiale \| + 0 s \| \| 10e \| Matteo Trentin \| Italie \| Mitchelton-Scott \| + 0 s \| |                       |           |                       |                 |
| |                       |           |                       |                 |
| Source : ProCyclingStats |                       |           |                       |                 |
| Classement général |                       |           |                       |                 |
| Coureur | Coureur               | Pays      | Équipe                | Temps           |
| 1er | Mathieu van der Poel  | Pays-Bas  | Corendon-Circus       | 6 h 28 min 18 s |
| 2e | Simon Clarke          | Australie | EF Education First    | + 0 s           |
| 3e | Jakob Fuglsang        | Danemark  | Astana                | + 0 s           |
| 4e | Julian Alaphilippe    | France    | Deceuninck-Quick Step | + 0 s           |
| 5e | Maximilian Schachmann | Allemagne | Bora-Hansgrohe        | + 0 s           |
| 6e | Bjorg Lambrecht       | Belgique  | Lotto-Soudal          | + 0 s           |
| 7e | Alessandro De Marchi  | Italie    | CCC Team              | + 0 s           |
| 8e | Valentin Madouas      | France    | Groupama-FDJ          | + 0 s           |
| 9e | Romain Bardet         | France    | AG2R La Mondiale      | + 0 s           |
| 10e | Matteo Trentin        | Italie    | Mitchelton-Scott      | + 0 s           |

## Liste des participants
| Dimension Data TDD | Dimension Data TDD      | Dimension Data TDD |
| ------------------ | ----------------------- | ------------------ |
| Num                | Coureur                 | Pos                |
| 1                  | Michael Valgren (DEN)   | 53e                |
| 2                  | Bernhard Eisel (AUT)    | AB                 |
| 3                  | Enrico Gasparotto (ITA) | 42e                |
| 4                  | Lars Bak (DEN)          | AB                 |
| 5                  | Roman Kreuziger (CZE)   | 18e                |
| 6                  | Tom-Jelte Slagter (NED) | 85e                |
| 7                  | Julien Vermote (BEL)    | 97e                |

| Mitchelton-Scott MTS | Mitchelton-Scott MTS          | Mitchelton-Scott MTS |
| -------------------- | ----------------------------- | -------------------- |
| Num                  | Coureur                       | Pos                  |
| 11                   | Matteo Trentin (ITA) (route)  | 10e                  |
| 12                   | Michael Albasini (SUI)        | 60e                  |
| 13                   | Michael Hepburn (AUS)         | AB                   |
| 14                   | Daryl Impey (RSA) (route)     | 15e                  |
| 15                   | Christopher Juul Jensen (DEN) | 89e                  |
| 16                   | Nick Schultz (AUS)            | 107e                 |
| 17                   | Dion Smith (NZL)              | 19e                  |

| Bahrain-Merida TBM | Bahrain-Merida TBM          | Bahrain-Merida TBM |
| ------------------ | --------------------------- | ------------------ |
| Num                | Coureur                     | Pos                |
| 21                 | Dylan Teuns (BEL)           | 64e                |
| 22                 | Sonny Colbrelli (ITA)       | 72e                |
| 23                 | Iván García Cortina (ESP)   | AB                 |
| 24                 | Matej Mohorič (SLO) (route) | 46e                |
| 25                 | Damiano Caruso (ITA)        | 70e                |
| 26                 | Grega Bole (SLO)            | 38e                |
| 27                 | Jan Tratnik (SLO)           | AB                 |

| AG2R La Mondiale ALM | AG2R La Mondiale ALM    | AG2R La Mondiale ALM |
| -------------------- | ----------------------- | -------------------- |
| Num                  | Coureur                 | Pos                  |
| 31                   | Oliver Naesen (BEL)     | 28e                  |
| 32                   | Mikaël Cherel (FRA)     | 51e                  |
| 33                   | Benoît Cosnefroy (FRA)  | 44e                  |
| 34                   | Clément Chevrier (FRA)  | 95e                  |
| 35                   | Romain Bardet (FRA)     | 9e                   |
| 36                   | Clément Venturini (FRA) | 40e                  |
| 37                   | Lawrence Warbasse (USA) | 47e                  |

| Astana AST | Astana AST                    | Astana AST |
| ---------- | ----------------------------- | ---------- |
| Num        | Coureur                       | Pos        |
| 41         | Alexey Lutsenko (KAZ) (route) | 69e        |
| 42         | Omar Fraile (ESP)             | AB         |
| 43         | Jakob Fuglsang (DEN)          | 3e         |
| 44         | Gorka Izagirre (ESP) (route)  | 63e        |
| 45         | Davide Villella (ITA)         | AB         |
| 46         | Laurens De Vreese (BEL)       | AB         |
| 47         | Luis León Sánchez (ESP)       | 65e        |

| Bora-Hansgrohe BOH | Bora-Hansgrohe BOH          | Bora-Hansgrohe BOH |
| ------------------ | --------------------------- | ------------------ |
| Num                | Coureur                     | Pos                |
| 51                 | Peter Sagan (SVK) (route)   | AB                 |
| 52                 | Cesare Benedetti (ITA)      | 84e                |
| 53                 | Marcus Burghardt (GER)      | 57e                |
| 54                 | Patrick Konrad (AUT)        | 26e                |
| 55                 | Jay McCarthy (AUS)          | 17e                |
| 56                 | Daniel Oss (ITA)            | AB                 |
| 57                 | Maximilian Schachmann (GER) | 5e                 |

| CCC Team CPT | CCC Team CPT               | CCC Team CPT |
| ------------ | -------------------------- | ------------ |
| Num          | Coureur                    | Pos          |
| 61           | Greg Van Avermaet (BEL)    | 14e          |
| 62           | Alessandro De Marchi (ITA) | 7e           |
| 63           | Patrick Bevin (NZL)        | AB           |
| 64           | Jonas Koch (GER)           | AB           |
| 65           | Serge Pauwels (BEL)        | 55e          |
| 66           | Łukasz Wiśniowski (POL)    | AB           |
| 67           | Michael Schär (SUI)        | 90e          |

| Deceuninck-Quick Step DQT | Deceuninck-Quick Step DQT | Deceuninck-Quick Step DQT |
| ------------------------- | ------------------------- | ------------------------- |
| Num                       | Coureur                   | Pos                       |
| 71                        | Philippe Gilbert (BEL)    | 30e                       |
| 72                        | Rémi Cavagna (FRA)        | AB                        |
| 73                        | Dries Devenyns (BEL)      | 34e                       |
| 74                        | Julian Alaphilippe (FRA)  | 4e                        |
| 75                        | Mikkel Honoré (DEN)       | 92e                       |
| 76                        | Pieter Serry (BEL)        | AB                        |
| 77                        | Petr Vakoč (CZE)          | AB                        |

| EF Education First EF1 | EF Education First EF1 | EF Education First EF1 |
| ---------------------- | ---------------------- | ---------------------- |
| Num                    | Coureur                | Pos                    |
| 81                     | Michael Woods (CAN)    | 68e                    |
| 82                     | Alberto Bettiol (ITA)  | 71e                    |
| 83                     | Simon Clarke (AUS)     | 2e                     |
| 84                     | Lawson Craddock (USA)  | 62e                    |
| 85                     | Alex Howes (USA)       | 74e                    |
| 86                     | Logan Owen (USA)       | 73e                    |
| 87                     | Sean Bennett (USA)     | AB                     |

| Groupama-FDJ GFC | Groupama-FDJ GFC        | Groupama-FDJ GFC |
| ---------------- | ----------------------- | ---------------- |
| Num              | Coureur                 | Pos              |
| 91               | Tobias Ludvigsson (SWE) | AB               |
| 92               | Valentin Madouas (FRA)  | 8e               |
| 93               | Rudy Molard (FRA)       | 32e              |
| 94               | Romain Seigle (FRA)     | 93e              |
| 95               | Benoît Vaugrenard (FRA) | AB               |
| 96               | Léo Vincent (FRA)       | AB               |
| 97               | William Bonnet (FRA)    | AB               |

| Lotto-Soudal LTS | Lotto-Soudal LTS         | Lotto-Soudal LTS |
| ---------------- | ------------------------ | ---------------- |
| Num              | Coureur                  | Pos              |
| 101              | Tim Wellens (BEL)        | AB               |
| 102              | Bjorg Lambrecht (BEL)    | 6e               |
| 103              | Tomasz Marczyński (POL)  | 59e              |
| 104              | Maxime Monfort (BEL)     | 61e              |
| 105              | Tosh Van der Sande (BEL) | AB               |
| 106              | Jelle Vanendert (BEL)    | 33e              |
| 107              | Sander Armée (BEL)       | AB               |

| Movistar Team MOV | Movistar Team MOV                | Movistar Team MOV |
| ----------------- | -------------------------------- | ----------------- |
| Num               | Coureur                          | Pos               |
| 111               | Alejandro Valverde (ESP) (route) | 66e               |
| 112               | Carlos Betancur (COL)            | AB                |
| 113               | Imanol Erviti (ESP)              | AB                |
| 114               | Jaime Castrillo (ESP)            | AB                |
| 115               | Andrey Amador (CRC)              | 83e               |
| 116               | Carlos Barbero (ESP)             | 80e               |
| 117               | Carlos Verona (ESP)              | 109e              |

| Team Jumbo-Visma TJV | Team Jumbo-Visma TJV    | Team Jumbo-Visma TJV |
| -------------------- | ----------------------- | -------------------- |
| Num                  | Coureur                 | Pos                  |
| 121                  | Wout van Aert (BEL)     | 58e                  |
| 122                  | Floris De Tier (BEL)    | 77e                  |
| 123                  | Robert Gesink (NED)     | 21e                  |
| 124                  | Bert-Jan Lindeman (NED) | 87e                  |
| 125                  | Paul Martens (GER)      | 48e                  |
| 126                  | Koen Bouwman (NED)      | 104e                 |
| 127                  | Jos van Emden (NED)     | AB                   |

| Katusha-Alpecin TKA | Katusha-Alpecin TKA    | Katusha-Alpecin TKA |
| ------------------- | ---------------------- | ------------------- |
| Num                 | Coureur                | Pos                 |
| 131                 | Nathan Haas (AUS)      | 37e                 |
| 132                 | Jenthe Biermans (BEL)  | AB                  |
| 133                 | Ruben Guerreiro (POR)  | AB                  |
| 134                 | Enrico Battaglin (ITA) | 25e                 |
| 135                 | Rick Zabel (GER)       | 105e                |
| 136                 | Willie Smit (RSA)      | AB                  |
| 137                 | Dmitri Strakhov (RUS)  | AB                  |

| Team Sky SKY | Team Sky SKY                     | Team Sky SKY |
| ------------ | -------------------------------- | ------------ |
| Num          | Coureur                          | Pos          |
| 141          | Michał Kwiatkowski (POL) (route) | 11e          |
| 142          | Eddie Dunbar (IRL)               | 102e         |
| 143          | Michał Gołaś (POL)               | 82e          |
| 144          | David de la Cruz (ESP)           | AB           |
| 145          | Wout Poels (NED)                 | 108e         |
| 146          | Diego Rosa (ITA)                 | 67e          |
| 147          | Dylan van Baarle (NED)           | 31e          |

| Team Sunweb SUN | Team Sunweb SUN            | Team Sunweb SUN |
| --------------- | -------------------------- | --------------- |
| Num             | Coureur                    | Pos             |
| 151             | Michael Matthews (AUS)     | 16e             |
| 152             | Johannes Fröhlinger (GER)  | AB              |
| 153             | Marc Hirschi (SUI)         | 54e             |
| 154             | Lennard Kämna (GER)        | 110e            |
| 155             | Søren Kragh Andersen (DEN) | AB              |
| 156             | Louis Vervaeke (BEL)       | AB              |
| 157             | Nicolas Roche (IRL)        | AB              |

| Trek-Segafredo TFS | Trek-Segafredo TFS   | Trek-Segafredo TFS |
| ------------------ | -------------------- | ------------------ |
| Num                | Coureur              | Pos                |
| 161                | Bauke Mollema (NED)  | 12e                |
| 162                | Koen de Kort (NED)   | AB                 |
| 163                | Fabio Felline (ITA)  | AB                 |
| 164                | Michael Gogl (AUT)   | 81e                |
| 165                | Edward Theuns (BEL)  | 106e               |
| 166                | Toms Skujiņš (LAT)   | 23e                |
| 167                | Julien Bernard (FRA) | 91e                |

| UAE Team Emirates UAD | UAE Team Emirates UAD | UAE Team Emirates UAD |
| --------------------- | --------------------- | --------------------- |
| Num                   | Coureur               | Pos                   |
| 171                   | Rui Costa (POR)       | 13e                   |
| 172                   | Sergio Henao (COL)    | 29e                   |
| 173                   | Manuele Mori (ITA)    | AB                    |
| 174                   | Tadej Pogačar (SLO)   | AB                    |
| 175                   | Simone Petilli (ITA)  | 79e                   |
| 176                   | Edward Ravasi (ITA)   | AB                    |
| 177                   | Diego Ulissi (ITA)    | 22e                   |

| Corendon-Circus COC | Corendon-Circus COC                | Corendon-Circus COC |
| ------------------- | ---------------------------------- | ------------------- |
| Num                 | Coureur                            | Pos                 |
| 181                 | Mathieu van der Poel (NED) (route) | 1er                 |
| 182                 | Stijn Devolder (BEL)               | 100e                |
| 183                 | Jimmy Janssens (BEL)               | 86e                 |
| 184                 | Gianni Vermeersch (BEL)            | 36e                 |
| 185                 | Marcel Meisen (GER)                | 52e                 |
| 186                 | Otto Vergaerde (BEL)               | AB                  |
| 187                 | Philipp Walsleben (GER)            | AB                  |

| Roompot-Charles ROC | Roompot-Charles ROC      | Roompot-Charles ROC |
| ------------------- | ------------------------ | ------------------- |
| Num                 | Coureur                  | Pos                 |
| 191                 | Lars Boom (NED)          | AB                  |
| 192                 | Mathias De Witte (BEL)   | 78e                 |
| 193                 | Huub Duyn (NED)          | 43e                 |
| 194                 | Maurits Lammertink (NED) | 45e                 |
| 195                 | Oscar Riesebeek (NED)    | 99e                 |
| 196                 | Nick van der Lijke (NED) | 49e                 |
| 197                 | Pieter Weening (NED)     | 88e                 |

| Bardiani CSF BRD | Bardiani CSF BRD         | Bardiani CSF BRD |
| ---------------- | ------------------------ | ---------------- |
| Num              | Coureur                  | Pos              |
| 201              | Vincenzo Albanese (ITA)  | AB               |
| 202              | Enrico Barbin (ITA)      | 111e             |
| 203              | Lorenzo Rota (ITA)       | AB               |
| 204              | Paolo Simion (ITA)       | AB               |
| 205              | Alessandro Pessot (ITA)  | AB               |
| 206              | Alessandro Tonelli (ITA) | AB               |
| 207              | Mirco Maestri (ITA)      | AB               |

| Israel Cycling Academy ICA | Israel Cycling Academy ICA | Israel Cycling Academy ICA |
| -------------------------- | -------------------------- | -------------------------- |
| Num                        | Coureur                    | Pos                        |
| 211                        | Ben Hermans (BEL)          | 24e                        |
| 212                        | Clément Carisey (FRA)      | AB                         |
| 213                        | August Jensen (NOR)        | 98e                        |
| 214                        | Tom Van Asbroeck (BEL)     | 35e                        |
| 215                        | Roy Goldstein (ISR)        | AB                         |
| 216                        | Kristian Sbaragli (ITA)    | 20e                        |
| 217                        | Dennis van Winden (NED)    | 75e                        |

| Sport Vlaanderen-Baloise SVB | Sport Vlaanderen-Baloise SVB | Sport Vlaanderen-Baloise SVB |
| ---------------------------- | ---------------------------- | ---------------------------- |
| Num                          | Coureur                      | Pos                          |
| 221                          | Benjamin Declercq (BEL)      | 112e                         |
| 222                          | Kevin Deltombe (BEL)         | 101e                         |
| 223                          | Emiel Planckaert (BEL)       | AB                           |
| 224                          | Thomas Sprengers (BEL)       | 56e                          |
| 225                          | Dries Van Gestel (BEL)       | 41e                          |
| 226                          | Preben Van Hecke (BEL)       | AB                           |
| 227                          | Aaron Verwilst (BEL)         | AB                           |

| Vital Concept-B&B Hotels VCB | Vital Concept-B&B Hotels VCB | Vital Concept-B&B Hotels VCB |
| ---------------------------- | ---------------------------- | ---------------------------- |
| Num                          | Coureur                      | Pos                          |
| 231                          | Bryan Coquard (FRA)          | 39e                          |
| 232                          | Cyril Gautier (FRA)          | AB                           |
| 233                          | Patrick Müller (SUI)         | 50e                          |
| 234                          | Quentin Pacher (FRA)         | 76e                          |
| 235                          | Kévin Réza (FRA)             | AB                           |
| 236                          | Corentin Ermenault (FRA)     | AB                           |
| 237                          | Arnaud Courteille (FRA)      | AB                           |

| Wanty-Gobert WGG | Wanty-Gobert WGG           | Wanty-Gobert WGG |
| ---------------- | -------------------------- | ---------------- |
| Num              | Coureur                    | Pos              |
| 241              | Odd Christian Eiking (NOR) | 96e              |
| 242              | Wesley Kreder (NED)        | AB               |
| 243              | Xandro Meurisse (BEL)      | 27e              |
| 244              | Andrea Pasqualon (ITA)     | 94e              |
| 245              | Marco Minnaard (NED)       | AB               |
| 246              | Loïc Vliegen (BEL)         | AB               |
| 247              | Jérôme Baugnies (BEL)      | 103e             |

| Dimension Data TDD | Dimension Data TDD      | Dimension Data TDD |
| ------------------ | ----------------------- | ------------------ |
| Num                | Coureur                 | Pos                |
| 1                  | Michael Valgren (DEN)   | 53e                |
| 2                  | Bernhard Eisel (AUT)    | AB                 |
| 3                  | Enrico Gasparotto (ITA) | 42e                |
| 4                  | Lars Bak (DEN)          | AB                 |
| 5                  | Roman Kreuziger (CZE)   | 18e                |
| 6                  | Tom-Jelte Slagter (NED) | 85e                |
| 7                  | Julien Vermote (BEL)    | 97e                |

| Mitchelton-Scott MTS | Mitchelton-Scott MTS          | Mitchelton-Scott MTS |
| -------------------- | ----------------------------- | -------------------- |
| Num                  | Coureur                       | Pos                  |
| 11                   | Matteo Trentin (ITA) (route)  | 10e                  |
| 12                   | Michael Albasini (SUI)        | 60e                  |
| 13                   | Michael Hepburn (AUS)         | AB                   |
| 14                   | Daryl Impey (RSA) (route)     | 15e                  |
| 15                   | Christopher Juul Jensen (DEN) | 89e                  |
| 16                   | Nick Schultz (AUS)            | 107e                 |
| 17                   | Dion Smith (NZL)              | 19e                  |

| Bahrain-Merida TBM | Bahrain-Merida TBM          | Bahrain-Merida TBM |
| ------------------ | --------------------------- | ------------------ |
| Num                | Coureur                     | Pos                |
| 21                 | Dylan Teuns (BEL)           | 64e                |
| 22                 | Sonny Colbrelli (ITA)       | 72e                |
| 23                 | Iván García Cortina (ESP)   | AB                 |
| 24                 | Matej Mohorič (SLO) (route) | 46e                |
| 25                 | Damiano Caruso (ITA)        | 70e                |
| 26                 | Grega Bole (SLO)            | 38e                |
| 27                 | Jan Tratnik (SLO)           | AB                 |

| AG2R La Mondiale ALM | AG2R La Mondiale ALM    | AG2R La Mondiale ALM |
| -------------------- | ----------------------- | -------------------- |
| Num                  | Coureur                 | Pos                  |
| 31                   | Oliver Naesen (BEL)     | 28e                  |
| 32                   | Mikaël Cherel (FRA)     | 51e                  |
| 33                   | Benoît Cosnefroy (FRA)  | 44e                  |
| 34                   | Clément Chevrier (FRA)  | 95e                  |
| 35                   | Romain Bardet (FRA)     | 9e                   |
| 36                   | Clément Venturini (FRA) | 40e                  |
| 37                   | Lawrence Warbasse (USA) | 47e                  |

| Astana AST | Astana AST                    | Astana AST |
| ---------- | ----------------------------- | ---------- |
| Num        | Coureur                       | Pos        |
| 41         | Alexey Lutsenko (KAZ) (route) | 69e        |
| 42         | Omar Fraile (ESP)             | AB         |
| 43         | Jakob Fuglsang (DEN)          | 3e         |
| 44         | Gorka Izagirre (ESP) (route)  | 63e        |
| 45         | Davide Villella (ITA)         | AB         |
| 46         | Laurens De Vreese (BEL)       | AB         |
| 47         | Luis León Sánchez (ESP)       | 65e        |

| Bora-Hansgrohe BOH | Bora-Hansgrohe BOH          | Bora-Hansgrohe BOH |
| ------------------ | --------------------------- | ------------------ |
| Num                | Coureur                     | Pos                |
| 51                 | Peter Sagan (SVK) (route)   | AB                 |
| 52                 | Cesare Benedetti (ITA)      | 84e                |
| 53                 | Marcus Burghardt (GER)      | 57e                |
| 54                 | Patrick Konrad (AUT)        | 26e                |
| 55                 | Jay McCarthy (AUS)          | 17e                |
| 56                 | Daniel Oss (ITA)            | AB                 |
| 57                 | Maximilian Schachmann (GER) | 5e                 |

| CCC Team CPT | CCC Team CPT               | CCC Team CPT |
| ------------ | -------------------------- | ------------ |
| Num          | Coureur                    | Pos          |
| 61           | Greg Van Avermaet (BEL)    | 14e          |
| 62           | Alessandro De Marchi (ITA) | 7e           |
| 63           | Patrick Bevin (NZL)        | AB           |
| 64           | Jonas Koch (GER)           | AB           |
| 65           | Serge Pauwels (BEL)        | 55e          |
| 66           | Łukasz Wiśniowski (POL)    | AB           |
| 67           | Michael Schär (SUI)        | 90e          |

| Deceuninck-Quick Step DQT | Deceuninck-Quick Step DQT | Deceuninck-Quick Step DQT |
| ------------------------- | ------------------------- | ------------------------- |
| Num                       | Coureur                   | Pos                       |
| 71                        | Philippe Gilbert (BEL)    | 30e                       |
| 72                        | Rémi Cavagna (FRA)        | AB                        |
| 73                        | Dries Devenyns (BEL)      | 34e                       |
| 74                        | Julian Alaphilippe (FRA)  | 4e                        |
| 75                        | Mikkel Honoré (DEN)       | 92e                       |
| 76                        | Pieter Serry (BEL)        | AB                        |
| 77                        | Petr Vakoč (CZE)          | AB                        |

| EF Education First EF1 | EF Education First EF1 | EF Education First EF1 |
| ---------------------- | ---------------------- | ---------------------- |
| Num                    | Coureur                | Pos                    |
| 81                     | Michael Woods (CAN)    | 68e                    |
| 82                     | Alberto Bettiol (ITA)  | 71e                    |
| 83                     | Simon Clarke (AUS)     | 2e                     |
| 84                     | Lawson Craddock (USA)  | 62e                    |
| 85                     | Alex Howes (USA)       | 74e                    |
| 86                     | Logan Owen (USA)       | 73e                    |
| 87                     | Sean Bennett (USA)     | AB                     |

| Groupama-FDJ GFC | Groupama-FDJ GFC        | Groupama-FDJ GFC |
| ---------------- | ----------------------- | ---------------- |
| Num              | Coureur                 | Pos              |
| 91               | Tobias Ludvigsson (SWE) | AB               |
| 92               | Valentin Madouas (FRA)  | 8e               |
| 93               | Rudy Molard (FRA)       | 32e              |
| 94               | Romain Seigle (FRA)     | 93e              |
| 95               | Benoît Vaugrenard (FRA) | AB               |
| 96               | Léo Vincent (FRA)       | AB               |
| 97               | William Bonnet (FRA)    | AB               |

| Lotto-Soudal LTS | Lotto-Soudal LTS         | Lotto-Soudal LTS |
| ---------------- | ------------------------ | ---------------- |
| Num              | Coureur                  | Pos              |
| 101              | Tim Wellens (BEL)        | AB               |
| 102              | Bjorg Lambrecht (BEL)    | 6e               |
| 103              | Tomasz Marczyński (POL)  | 59e              |
| 104              | Maxime Monfort (BEL)     | 61e              |
| 105              | Tosh Van der Sande (BEL) | AB               |
| 106              | Jelle Vanendert (BEL)    | 33e              |
| 107              | Sander Armée (BEL)       | AB               |

| Movistar Team MOV | Movistar Team MOV                | Movistar Team MOV |
| ----------------- | -------------------------------- | ----------------- |
| Num               | Coureur                          | Pos               |
| 111               | Alejandro Valverde (ESP) (route) | 66e               |
| 112               | Carlos Betancur (COL)            | AB                |
| 113               | Imanol Erviti (ESP)              | AB                |
| 114               | Jaime Castrillo (ESP)            | AB                |
| 115               | Andrey Amador (CRC)              | 83e               |
| 116               | Carlos Barbero (ESP)             | 80e               |
| 117               | Carlos Verona (ESP)              | 109e              |

| Team Jumbo-Visma TJV | Team Jumbo-Visma TJV    | Team Jumbo-Visma TJV |
| -------------------- | ----------------------- | -------------------- |
| Num                  | Coureur                 | Pos                  |
| 121                  | Wout van Aert (BEL)     | 58e                  |
| 122                  | Floris De Tier (BEL)    | 77e                  |
| 123                  | Robert Gesink (NED)     | 21e                  |
| 124                  | Bert-Jan Lindeman (NED) | 87e                  |
| 125                  | Paul Martens (GER)      | 48e                  |
| 126                  | Koen Bouwman (NED)      | 104e                 |
| 127                  | Jos van Emden (NED)     | AB                   |

| Katusha-Alpecin TKA | Katusha-Alpecin TKA    | Katusha-Alpecin TKA |
| ------------------- | ---------------------- | ------------------- |
| Num                 | Coureur                | Pos                 |
| 131                 | Nathan Haas (AUS)      | 37e                 |
| 132                 | Jenthe Biermans (BEL)  | AB                  |
| 133                 | Ruben Guerreiro (POR)  | AB                  |
| 134                 | Enrico Battaglin (ITA) | 25e                 |
| 135                 | Rick Zabel (GER)       | 105e                |
| 136                 | Willie Smit (RSA)      | AB                  |
| 137                 | Dmitri Strakhov (RUS)  | AB                  |

| Team Sky SKY | Team Sky SKY                     | Team Sky SKY |
| ------------ | -------------------------------- | ------------ |
| Num          | Coureur                          | Pos          |
| 141          | Michał Kwiatkowski (POL) (route) | 11e          |
| 142          | Eddie Dunbar (IRL)               | 102e         |
| 143          | Michał Gołaś (POL)               | 82e          |
| 144          | David de la Cruz (ESP)           | AB           |
| 145          | Wout Poels (NED)                 | 108e         |
| 146          | Diego Rosa (ITA)                 | 67e          |
| 147          | Dylan van Baarle (NED)           | 31e          |

| Team Sunweb SUN | Team Sunweb SUN            | Team Sunweb SUN |
| --------------- | -------------------------- | --------------- |
| Num             | Coureur                    | Pos             |
| 151             | Michael Matthews (AUS)     | 16e             |
| 152             | Johannes Fröhlinger (GER)  | AB              |
| 153             | Marc Hirschi (SUI)         | 54e             |
| 154             | Lennard Kämna (GER)        | 110e            |
| 155             | Søren Kragh Andersen (DEN) | AB              |
| 156             | Louis Vervaeke (BEL)       | AB              |
| 157             | Nicolas Roche (IRL)        | AB              |

| Trek-Segafredo TFS | Trek-Segafredo TFS   | Trek-Segafredo TFS |
| ------------------ | -------------------- | ------------------ |
| Num                | Coureur              | Pos                |
| 161                | Bauke Mollema (NED)  | 12e                |
| 162                | Koen de Kort (NED)   | AB                 |
| 163                | Fabio Felline (ITA)  | AB                 |
| 164                | Michael Gogl (AUT)   | 81e                |
| 165                | Edward Theuns (BEL)  | 106e               |
| 166                | Toms Skujiņš (LAT)   | 23e                |
| 167                | Julien Bernard (FRA) | 91e                |

| UAE Team Emirates UAD | UAE Team Emirates UAD | UAE Team Emirates UAD |
| --------------------- | --------------------- | --------------------- |
| Num                   | Coureur               | Pos                   |
| 171                   | Rui Costa (POR)       | 13e                   |
| 172                   | Sergio Henao (COL)    | 29e                   |
| 173                   | Manuele Mori (ITA)    | AB                    |
| 174                   | Tadej Pogačar (SLO)   | AB                    |
| 175                   | Simone Petilli (ITA)  | 79e                   |
| 176                   | Edward Ravasi (ITA)   | AB                    |
| 177                   | Diego Ulissi (ITA)    | 22e                   |

| Corendon-Circus COC | Corendon-Circus COC                | Corendon-Circus COC |
| ------------------- | ---------------------------------- | ------------------- |
| Num                 | Coureur                            | Pos                 |
| 181                 | Mathieu van der Poel (NED) (route) | 1er                 |
| 182                 | Stijn Devolder (BEL)               | 100e                |
| 183                 | Jimmy Janssens (BEL)               | 86e                 |
| 184                 | Gianni Vermeersch (BEL)            | 36e                 |
| 185                 | Marcel Meisen (GER)                | 52e                 |
| 186                 | Otto Vergaerde (BEL)               | AB                  |
| 187                 | Philipp Walsleben (GER)            | AB                  |

| Roompot-Charles ROC | Roompot-Charles ROC      | Roompot-Charles ROC |
| ------------------- | ------------------------ | ------------------- |
| Num                 | Coureur                  | Pos                 |
| 191                 | Lars Boom (NED)          | AB                  |
| 192                 | Mathias De Witte (BEL)   | 78e                 |
| 193                 | Huub Duyn (NED)          | 43e                 |
| 194                 | Maurits Lammertink (NED) | 45e                 |
| 195                 | Oscar Riesebeek (NED)    | 99e                 |
| 196                 | Nick van der Lijke (NED) | 49e                 |
| 197                 | Pieter Weening (NED)     | 88e                 |

| Bardiani CSF BRD | Bardiani CSF BRD         | Bardiani CSF BRD |
| ---------------- | ------------------------ | ---------------- |
| Num              | Coureur                  | Pos              |
| 201              | Vincenzo Albanese (ITA)  | AB               |
| 202              | Enrico Barbin (ITA)      | 111e             |
| 203              | Lorenzo Rota (ITA)       | AB               |
| 204              | Paolo Simion (ITA)       | AB               |
| 205              | Alessandro Pessot (ITA)  | AB               |
| 206              | Alessandro Tonelli (ITA) | AB               |
| 207              | Mirco Maestri (ITA)      | AB               |

| Israel Cycling Academy ICA | Israel Cycling Academy ICA | Israel Cycling Academy ICA |
| -------------------------- | -------------------------- | -------------------------- |
| Num                        | Coureur                    | Pos                        |
| 211                        | Ben Hermans (BEL)          | 24e                        |
| 212                        | Clément Carisey (FRA)      | AB                         |
| 213                        | August Jensen (NOR)        | 98e                        |
| 214                        | Tom Van Asbroeck (BEL)     | 35e                        |
| 215                        | Roy Goldstein (ISR)        | AB                         |
| 216                        | Kristian Sbaragli (ITA)    | 20e                        |
| 217                        | Dennis van Winden (NED)    | 75e                        |

| Sport Vlaanderen-Baloise SVB | Sport Vlaanderen-Baloise SVB | Sport Vlaanderen-Baloise SVB |
| ---------------------------- | ---------------------------- | ---------------------------- |
| Num                          | Coureur                      | Pos                          |
| 221                          | Benjamin Declercq (BEL)      | 112e                         |
| 222                          | Kevin Deltombe (BEL)         | 101e                         |
| 223                          | Emiel Planckaert (BEL)       | AB                           |
| 224                          | Thomas Sprengers (BEL)       | 56e                          |
| 225                          | Dries Van Gestel (BEL)       | 41e                          |
| 226                          | Preben Van Hecke (BEL)       | AB                           |
| 227                          | Aaron Verwilst (BEL)         | AB                           |

| Vital Concept-B&B Hotels VCB | Vital Concept-B&B Hotels VCB | Vital Concept-B&B Hotels VCB |
| ---------------------------- | ---------------------------- | ---------------------------- |
| Num                          | Coureur                      | Pos                          |
| 231                          | Bryan Coquard (FRA)          | 39e                          |
| 232                          | Cyril Gautier (FRA)          | AB                           |
| 233                          | Patrick Müller (SUI)         | 50e                          |
| 234                          | Quentin Pacher (FRA)         | 76e                          |
| 235                          | Kévin Réza (FRA)             | AB                           |
| 236                          | Corentin Ermenault (FRA)     | AB                           |
| 237                          | Arnaud Courteille (FRA)      | AB                           |

| Wanty-Gobert WGG | Wanty-Gobert WGG           | Wanty-Gobert WGG |
| ---------------- | -------------------------- | ---------------- |
| Num              | Coureur                    | Pos              |
| 241              | Odd Christian Eiking (NOR) | 96e              |
| 242              | Wesley Kreder (NED)        | AB               |
| 243              | Xandro Meurisse (BEL)      | 27e              |
| 244              | Andrea Pasqualon (ITA)     | 94e              |
| 245              | Marco Minnaard (NED)       | AB               |
| 246              | Loïc Vliegen (BEL)         | AB               |
| 247              | Jérôme Baugnies (BEL)      | 103e             |